# Analit
În chimia analitică, un analit este o specie chimică dintr-un anumit amestec care este considerată de a fi de interes pentru un procedeu analitic. Termenul face referire doar la o substanță pură, sau aproape de puritate 100%.
Despre un analit se pot obține următoarele informații:
- calitative - prin analiză calitativă
- cantitative - prin analiză cantitativă
- structurale